# Kingdom Hearts (computerspelserie)
Kingdom Hearts (Japans: キングダムハーツ, Romaji: Kingudamu Hātsu) is een serie van rollenspellen (RPG's) die is ontworpen door Square Enix in samenwerking met Disney Interactive Studios. Het eerste spel in de serie kwam uit op 28 maart 2002.
De spelserie bestaat uit veertien spellen op meerdere platforms. De meeste spellen werden positief ontvangen en zijn wereldwijd ruim 30 miljoen keer verkocht. Naast computerspellen zijn er ook aanverwante artikelen verschenen, zoals soundtrack-cd's, figurines, novelles, spelkaarten en stripboeken.
Kingdom Hearts is een cross-over Square Enix-Disney. Verder zijn er van de spellen speciale edities die worden beschouwd als Final Mix-versies. Deze versies zijn geremasterd naar hogere beeldkwaliteit met nieuwe tussenfilmpjes.

## Plot
Spellen in de serie draaien om het hoofdpersonage Sora, een jongen van 14 jaar oud. In het eerste Kingdom Hearts-spel uit 2002 werd hij uitgeroepen als de uitverkoren held en hanteert hij een wapen dat Keyblade heet (een sleutelachtig wapen). Met dit wapen kan Sora voorwerpen gebruiken om zijn HP en BP (aanval- en gevechtspunten) bij te vullen en ook aanvallen uit te voeren. Sora gaat op avontuur samen met Donald Duck en Goofy aan zijn zijde, en ze reizen naar verschillende werelden van het universum van Disney. Ook moet Sora in elke wereld zijn Keyblade gebruiken om alle werelden te ontgrendelen, en moeten ze in opdracht op zoek naar Riku en Koning Mickey.
In de Kingdom Hearts-spellen 358/2 days, Birth by Sleep en Unchained χ, spelen Sora, Donald en Goofy geen belangrijke rol in de serie. In 358/2 days bestuurt de speler Roxas in plaats van Sora. In Kingdom Hearts 3D: Dream Drop Distance gaat Sora op verkenning zonder Donald en Goofy. Wel zijn er in dat spel twee verhaallijnen, de speler kan hier kiezen voor Sora of Riku.

## Spellen in de serie
| Jaar  | Titel                                  | Platform                                 |
| ----- | -------------------------------------- | ---------------------------------------- |
| 2002  | Kingdom Hearts                         | PlayStation 2                            |
| 2004  | Kingdom Hearts: Chain of Memories      | Game Boy Advance                         |
| 2005  | Kingdom Hearts II                      | PlayStation 2                            |
| 2008  | Kingdom Hearts coded                   | mobiele telefoon                         |
| 2009  | Kingdom Hearts 358/2 Days              | Nintendo DS                              |
| 2010  | Kingdom Hearts: Birth by Sleep         | PlayStation Portable                     |
| 2012  | Kingdom Hearts 3D: Dream Drop Distance | Nintendo 3DS                             |
| 2015  | Kingdom Hearts Unchained χ             | Android, iOS                             |
| 2019  | Kingdom Hearts III                     | PlayStation 4, Xbox One                  |
| 2020  | Kingdom Hearts: Melody of Memory       | PlayStation 4, Xbox One, Nintendo Switch |
| N.N.B | Kingdom Hearts IV                      | N.N.B                                    |

## HD-remake/Final Mix-versies
Hieronder staan de spellen die opnieuw zijn uitgebracht en die een hogere kwaliteit bevatten dankzij remastering. Ook bevatten de Final Mix-versies extra's zoals nieuwe tussenfilmpjes.

### Final Mix-versies
| Jaar | Titel                                   | Platform             |
| ---- | --------------------------------------- | -------------------- |
| 2002 | Kingdom Hearts Final Mix                | PlayStation 2        |
| 2007 | Kingdom Hearts II Final Mix             | PlayStation 2        |
| 2011 | Kingdom Hearts Birth by Sleep Final Mix | PlayStation Portable |

### Remake
| Jaar | Titel                               | Platform      | Remake van        |
| ---- | ----------------------------------- | ------------- | ----------------- |
| 2007 | Kingdom Hearts Re:Chain of Memories | PlayStation 2 | Chain of Memories |
| 2010 | Kingdom Hearts Re:coded             | Nintendo DS   | coded             |

### Remastering
| Jaar | Titel                                        | Platform                                   | Remastering van                                                            |
| ---- | -------------------------------------------- | ------------------------------------------ | -------------------------------------------------------------------------- |
| 2013 | Kingdom Hearts HD 1.5 Remix                  | PlayStation 3                              | Kingdom Hearts I, Kingdom Hearts Re:Chain of Memories en 358/2 Days        |
| 2014 | Kingdom Hearts HD 2.5 Remix                  | PlayStation 3                              | Kingdom Hearts II, Birth by Sleep en Re:coded                              |
| 2017 | Kingdom Hearts HD 2.8 Final Chapter Prologue | PlayStation 4, Xbox One, Microsoft Windows | Kingdom Hearts 3D: Dream Drop Distance                                     |
| 2017 | KINGDOM HEARTS HD 1.5+2.5 ReMIX              | PlayStation 4, Xbox One, Microsoft Windows | Verzameling van Kingdom Hearts HD 1.5 Remix en Kingdom Hearts HD 2.5 Remix |